# Josefine Cronholm

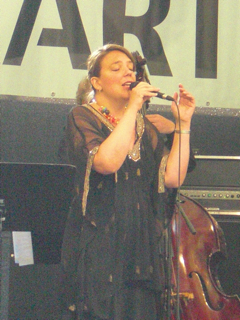
Josefine Cronholm treedt op met Marilyn Mazur, Wuppertal, 2011

Josefine Cronholm (Småland, 1971) is een Zweedse jazz-zangeres.
Cronholm zong in verschillende Zweedse zanggroepen en trad in 1991 in Braziliaanse clubs op. Ze studeerde aan het conservatorium in Kopenhagen. In 1997 trad ze met Django Bates op toen hij dat jaar de Jazzpar-prijs kreeg. Hierna werd ze lid van de groep van Marilyn Mazur. Verder heeft ze samengewerkt met Pierre Dørge, Søren Siegumfeldt en Kommissarin Lund. In 2002 verscheen haar eerste plaat, Wild Garden. In 2003 kreeg ze in Zweden een prijs, de Jazz I Sverige.

## Discografie (selectie)
- Wild Garden, Stunt Records, 2002
- Red Shoes (Siegumfeldt met Cronholm), Stunt Records, 2002
- Hotel Paradise, Stunt, 2003
- Blue Hat (Siegumfeldt met Richard Galliano en Cronholm), 2004
- Songs of the Falling Feather, ACT Music, 2010
- Amanhã I Morron Tomorrow (met Steen Rasmussen, Calibrated, 2010
- Celestial Circle (met Anders Jormin, John Taylor en Marilyn Mazur, ECM, 2011

- Bibliothèque nationale de France: cb16273182z (data)
- Gemeinsame Normdatei: 140423311
- International Standard Name Identifier: 0000 0003 6570 7472
- Library of Congress Control Number: no2012008074
- MusicBrainz: 61c10d4f-2e8f-4868-ba3c-77a6fe26f818
- Virtual International Authority File: 229878154
- WorldCat: E39PBJjXh66k3VygqgbDFVC4v3